# Монизм Вселенной
«Монизм Вселенной» — философский трактат К. Э. Циолковского, первоначально опубликованный в 1925 году в Калуге на средства автора ограниченным тиражом в 2000 экземпляров.

## Содержание
Циолковский декларирует свою приверженность материализму и точной науке (упоминая Дарвина и Ламарка). При этом он заявляет, что космос — это «бесконечный и сложный механизм», у которого «всякая частица Вселенной» обладает «отзывчивостью» или «чувствительностью» (способностью ощущать). Поэтому «вся Вселенная жива», а Циолковский классифицирует себя как «панпсихиста». Его мировоззрение отличает подчеркнутый оптимизм. Если «мозг и душа» смертны, то составляющие их атомы бессмертны и способны к восстановлению. При этом «смерть прекращает все страдания и дает, субъективно, немедленно счастье». Также существует предел существования для солнца, Млечного Пути и «эфирных островов» (группу из сотен тысяч спиральных туманностей), но Вселенная в целом бессмертна. Циолковский описывает своё мировоззрение как монизм, под которым понимается «однообразие в строении». Он предполагает существование жизни на других планетах, которая возникла по той же необходимости, что и на Земле (самозарождение). Что касается судеб человечества, то Циолковский верит в появление «счастливого общественного устройства», когда все люди объединятся и прекратят вести между собой войны. При этом возрастет численность населения, улучшится быт, а человек научится управлять климатом и путешествовать на другие планеты. Большие надежды Циолковский возлагает на новейшие транспортные средства: на аэропланы, дирижабли и «реактивные приборы», а также на «межзвёздные корабли». Солнце будет окружено «небесными колониями» или «искусственными жилищами», созданными из астероидов. В эти колонии будет направлен избыток населения с Земли. Циолковский предрекает появление нового типа человека («высшее существо»), который будет обитать в межпланетном эфире и питаться непосредственно солнечной энергией. Далее обновленное и преображенное человечество отправится осваивать (колонизировать) Млечный Путь в интересах Разума.